# Ip Man (film)
Ip Man – hongkońsko-chiński film akcji z 2008 roku. Film oparty na biografii Yip Mana, chińskiego mistrza sztuk walki.

## Fabuła
Miasto Foshan w Chinach słynie z licznych szkół sztuk walki oraz wielu mistrzów. Najlepszym jest niezrównany Ip Man, który cieszy się wielkim szacunkiem mieszkańców. Od pewnego czasu jednak Ip Man nie naucza, lecz poświęca się życiu rodzinnemu. Wszystko się zmienia, kiedy wybucha wojna z Japonią. Miasto dostaje się pod japońską okupację. Ip Man, który do tej pory żył wraz z rodziną dostatnio, teraz musi ciężko pracować na utrzymanie żony i dziecka. Wkrótce Japończycy dowiadują się o jego umiejętnościach i postanawiają je wykorzystać.

## Obsada
- Donnie Yen jako Ip Man
- Simon Yam jako Chow Ching-chuen
- Lynn Hung jako Cheung Wing-sing, żona Ip Mana
- Hiroyuki Ikeuchi jako generał Miura
- Gordon Lam jako komisarz Li Chiu
- Fan Siu-wong jako Kam Shan-chu
- Xing Yu jako mistrz Lam
- Wong You-nam jako Yuan
- Dennis To jako Hu Wei
- Calvin Cheng jako Yao
- Chen Zhihui jako mistrz Liu
- Shibuya Tenma jako Sato

i inni